# Датские евреи
Да́тские евре́и — еврейская община Дании. Первые евреи появились в Дании в 1623 году, когда король Кристиан IV пригласил евреев из Амстердама поселиться в его стране. Главной причиной приглашения евреев в Данию стала необходимость развития экономики. Первое скандинавское государство, разрешившее евреям селиться на своей территории.

## История
В средневековом датском искусстве, содержатся еврейские образы. Еврейский образ в тот период — это человек в остроконечной шляпе. На самом же деле в тот период евреи в Дании не жили, обусловлено это было постулатами заключенной в 1536 Датской реформации (переход от католицизма к лютеранству).
Первые евреи поселились на территории Дании в 1622 году по приглашению датского короля Кристиана IV. Кристиан послал приглашение евреям-сефардам из Амстердама и Гамбурга, им предлагалось поселится в основанном недавно городе Глюкштадт, располагающимся на реке Эльба (сейчас этот город входит в состав германской земли Шлезвиг-Гольштейн).
Первым евреем, которому было позволено поселится в Датском королевстве, был купец Альберт Дионис Минт, который должен был организовать монетный двор, на этом дворе выпускались денинги, делеры и дукаты. Спустя некоторое время король разрешил въехать в страну другим евреям. Первые евреи Дании были заняты, в основном, в сфере торговли, экономики, производства ювелирных изделий, также они были заняты при королевском дворе. В 1628 году статус евреев Дании был закреплён на законодательном уровне. Евреи Дании не обязаны были носить традиционную еврейскую одежду и селиться в гетто, кроме того евреям было разрешено исповедовать иудаизм.
Евреи-финансисты, предоставляли королевскому двору Дании кредиты, на различные нужды, такие, например, как ведение войн.

## Период немецкой оккупации
9 апреля 1940 года германские войска, вторглись на территорию Дании (в рамках Датско-Норвежской операции), несмотря на то, что Дания сохраняла нейтралитет. Благодаря соглашению, подписанному между Данией и Германией, страна сохраняла своё государственное устройство. Кристиан X оставался королём, датское правительство и парламент, продолжали функционировать, в период с 1940 по 1943 год.
В 1943 году, датские подпольщики активизировали свою деятельность против немецких оккупантов. В ответ на это, немцы распустили датское правительство и объявили в стране военное положение. Оккупационные власти начали депортацию евреев в лагеря смерти, которая была сорвана датскими участниками сопротивления, переправившими почти всю еврейскую общину на рыбацких лодках в Швецию.

## Послевоенный период
Число евреев, проживавших на 2013 год в Дании составляло около 1900, по словам Финна Шварца, президента еврейской общины Дании. По сравнению с 1997 годом это число указывает на значительное уменьшение еврейского населения Дании, которое еврейская община объясняет увеличением антисемитских инцидентов.
Тем не менее,  датское исследование показало, что проявления антисемитизма в Дании ограничиваются группами других меньшинств и не является проблемой в датском обществе в целом.
Скорее всего, тот факт, что Дания становится все более светским государством в последние годы, может быть лучшим объяснением того, почему евреи и другие группы с богатым религиозным наследием, сталкиваются с трудностям в процессе адаптации к жизни в Дании. Было высказано предположение[кем?], что не ортодоксальные евреи имеют мало или вообще не имеют проблем чувствовать себя как дома в Дании.
Еще одной чувствительной темой для евреев Дании является относительно сильная поддержка Палестины в стране, что может создать некоторую напряженность, если датские евреи высказываются в поддержку Израиля во время военных действий в секторе Газа. По оценкам, число людей, считающих себя евреями может быть от 7000 до 9000 человек из общей численности населения в 5,5 миллиона человек. Почти все евреи интегрированы в датское общество.
По состоянию на 2012 год, терпимость по отношению к еврейскому населению в Дании становится все более шаткой из-за увеличения антиизраильских настроений и враждебности со стороны растущего мусульманского населения иммигрантов.
Датское общество в целом продолжает являться безопасной и благоприятной средой для своего еврейского меньшинства. На сегодняшний день[когда?] в Дании есть три действующих синагоги  в Копенгагене.

## Современный антисемитизм
- В феврале 2014 года AKVAH опубликовал доклад об антисемитских инцидентах в Дании 2013 г. В докладе описывается 43 антисемитских инцидента, которые произошли в Дании в течение года, и включали нападение и физическое преследование, угрозы, антисемитские высказывания и акты вандализма. Согласно отчету, не было никаких изменений в уровне антисемитизма в стране по сравнению с предыдущим годом.[12]

- Еврейская община в Дании сообщила[когда?] об увеличении угрожающих сообщений и антисемитских нападений, вызванных израильским конфликтом в секторе Газа.[13]